# Aldo Monsellato
Aldo Monsellato (Alliste, 21 marzo 1920 – ...) è stato un calciatore italiano, di ruolo difensore.

## Carriera
Giocò col Molfetta fino al 1940; passò dunque al Napoli e nel 1941 venne prestato alla Salernitana, con cui disputò una partita nel campionato di Serie C 1941-1942, prima di passare al Lecce, dove prima dell'interruzione bellica disputò un altro campionato di Serie C.
Nel dopoguerra con i salentini vinse il campionato di Serie C 1945-1946 e debuttò in Serie B nella stagione 1946-1947, disputando tre campionati cadetti per un totale di 76 presenze.
Dopo un altro anno in Serie C con il Lecce, passò al Barletta.

## Palmarès

### Club

#### Competizioni nazionali
- Serie C: 1

Lecce: 1942-1943 (girone E)